# ハンター・ドビンズ
ハンター・ドビンズ（Hunter Dobbins, 1999年8月30日 - ）は、アメリカ合衆国テキサス州ブライアン出身のプロ野球選手（投手）。右投右打。MLBのボストン・レッドソックス所属。

## 経歴

### プロ入りとレッドソックス時代
2021年のMLBドラフト8巡目（全体226位）でボストン・レッドソックスから指名され入団。
2024年はAA級ポートランド・シードッグスとAAA級ウースター・レッドソックスでプレーし、120奪三振、8勝5敗、防御率3.08を記録した。シーズン終了後、ルール5ドラフトでの流出を防ぐために40人枠入りした。
2025年4月6日のセントルイス・カージナルス戦でメジャーデビューを果たした。

## 人物
ヤンキースと初めて対戦する際にインタビューで「ヤンキースと契約するぐらいだったら、引退します」と語った。また、幼い頃からレッドソックスを応援していたが、それはヤンキースに対する嫌悪感から来ていると説明した。

## 詳細情報

### 背番号
- 73（2025年 - ）